# Ana Lucía Moncayo
Ana Lucía Moncayo Benalcázar (Quito) es una científica ecuatoriana, conocida por sus investigaciones dentro del campo de las Ciencias de la Salud, realizando su investigación titulada "Epidemiología de enfermedades infecciosas y evaluación de políticas públicas en salud". Actualmente ocupa el cargo de investigadora dentro del Centro de Investigación para la Salud en América Latina (CISeAL) que opera dentro de la Pontificia Universidad Católica del Ecuador en Quito. 

## Biografía
Nació en Quito, Ecuador. Comenzó sus estudios dentro de la Pontificia Universidad Católica del Ecuador, dentro de la Licenciatura en Ciencias Biológicas. Posteriormente, realizó su Maestría en Salud Comunitaria en la Universidad Federal de Bahía en Salvador, Brasil. Su interés por la investigación y la ciencia se desarrolló durante sus años de estudio, donde cada oportunidad de descubrir la impulsaron a continuar con sus estudios.
Su campo de experiencia está centrado en la Salud Comunitaria y en la Investigación Científica.  Además de trabajar como investigadora en el Centro de Investigación para la Salud en América Latina, ejerce como profesora principal de Salud Pública, Epidemiología y Bioestadística en la Escuela de Ciencias Biológicas de la Facultad de Ciencias Exactas en la Pontificia Universidad Católica del Ecuador en Quito.   

## Estudios
Obtuvo su Licenciatura en Ciencias Biológicas en la Pontificia Universidad Católica del Ecuador, en el año 2001. Durante los años 2013 y 2014 realizó un Post- doctoral fellow (Becaria post-doctoral) en el instituto “Tropical Diseases Institute” de la Universidad de Ohio en Estados Unidos.
Cuatro años después, en el 2018, realizó un Máster en Salud Comunitaria en el área de Especialización de Epidemiología en el Instituto de Salud Colectiva, dentro de la Universidad Federal de Bahía, localizada en Salvador, Brasil. Posteriormente, es tres años más tarde que Ana Lucía Moncayo obtuvo su Doctorado en Salud Pública dentro del área de Especialización de Epidemiología en la misma universidad.
Además de los diferentes títulos obtenidos, Ana Lucía Moncayo ha participado en varias capacitaciones, eventos de ciencia y conversatorios sobre salud. Entre dichos eventos se encuentra la capacitación de Ecoepidemología de la enfermedad de Chagas en la Universidad de Antioquia en Colombia; además de ser precursora del Primer Curso de Zoonosis y Medicina Tropical en la Universidad Central del Ecuador, ambos proyectos auspiciados por la Organización de las Naciones Unidas para la Educación, la Ciencia y la Cultura (UNESCO) en el área de Salud y Bienestar.
Asimismo, asistió al Evento Internacional de Investigación en Enfermedades Infecciosas y Medicina Tropical del 13 al 15 de junio del 2016, organizado por el Centro de Investigación en Enfermedades Infecciosas y Crónicas (CIEIC) de la Pontificia Universidad Católica del Ecuador (PUCE). Dicho evento contó con el apoyo institucional y de investigadores de la Pontificia Universidad Católica del Ecuador, Universidad de Ohio (OU), Institut de Recherche pour le Développement (IRD-Francia), Comité Nacional de Investigadores en Enfermedades Infecciosas y Tropicales (CONIEIT) y Academia de Ciencias del Ecuador (ACE).

## Trayectoria profesional
- CiSeal - Centro de Investigación para la Salud en América Latina (2019)

A partir de septiembre de 2018, Ana Lucía Moncayo trabaja como investigadora del área de inmunología y epidemiología.
- Pontificia  Universidad Católica del Ecuador

Ana Lucía  Profesora principal en el área de Salud Pública, Epidemiología y Bioestadística.
- Universidad Internacional del Ecuador

En 2014 Ana Lucía se desempeñó como profesora del área de epidemiología.

## Área de investigación
El área de investigación principal de Ana Lucía Moncayo es la Salud Pública. Dentro del Centro de Investigación para la Salud en América Latina donde Ana Lucía Moncayo ejerce como investigadora principal, se encargan de investigar los determinantes y causantes de enfermedades de naturaleza infecciosa, con el objetivo de ayudar a los funcionarios de Salud Pública a mejorar el servicio a la comunidad, mejorar además, las políticas y programas de salud.
Además investiga en áreas como  epidemiología de enfermedades infecciosas,  evaluación de políticas públicas en salud y determinantes de la malnutrición en niños. Además investiga los determinantes (biológicos, socioeconómicos, ambientales, etc.) que causan las enfermedades infecciosas y crónicas con la finalidad de que los funcionarios de salud pública incorporen evidencia científica para tomar y gestionar decisiones, desarrollar políticas e implementar programas. Su trabajo también se enfoca en la evaluación de políticas y programas en salud pública con el objetivo de que las autoridades puedan conocer el desempeño de dichos programas y de esta manera orientar acciones de mejora en los procesos.

## Proyectos
Dentro de los proyectos que Ana Lucía Moncayo ha desarrollado se puede encontrar: “Transmisión Dinámica de la enfermedad Chagas en el sur del Ecuador” y “Transmisión Dinámica de la enfermedad Chagas en Costa Central del Ecuador".
Estos proyectos tratan de cómo la transmisión de la enfermedad de Chagas representa un gran riesgo debido a la presencia de triatominos en los entornos domésticos. 

## Obras y trabajos publicados
- Infecciones por helmintos y estado nutricional transmitidas por el suelo en Ecuador: hallazgos de una encuesta nacional e implicaciones para las estrategias de control, Revista BMJ Open. (2018).[12]
- Encuesta exhaustiva de especies de triatominos domiciliarios capaces de transmitir la enfermedad de chagas en el sur de Ecuador, Revista Plos Negleted Tropical Disease. (2015).[13]
- Distribución de especies de triatominos en ambientes domésticos y peridomáticos en la costa central del Ecuador, Revista Plos Negleted Tropical Diseases. (2017).[14]
- Efectos de la infección por geohelmintos y la edad en las asociaciones entre el ige específico del alérgeno, la reactividad de la prueba cutánea y la sibilancia: un estudio de casos y controles, Revista Clinical and Experimental Allergy. (2013).[15]
- Factores de riesgo para asma atópica y no atópica en un área rural de Ecuador, Currículo investigador, página 2, Revista Thorax. (2010).[16]
- Los tratamientos antihelmínticos periódicos a largo plazo están asociados con un aumento de la reactividad cutánea de los alérgenos, Revista Clinical and Experimental Allergy. (2010).[17]
- Los tratamientos repetidos con albendazol mejoran las respuestas th2 a ascaris lumbricoides, pero no a los aeroalergenos, en niños de comunidades rurales en los trópicos, Revista The journal of infectious diseases (2008).[18]
- Estimación de la tasa de prevalencia ajustada en datos epidemiológicos agrupados de sección transversal,Revista bmc medical research methodology. (2008).[19]
- Efecto de los tratamientos con albendazol sobre la prevalencia de atopia en niños que viven en comunidades endémicas para parásitos helmintos: un ensayo aleatorizado por grupos, Revista The Lancet. (2006).[20]
- Infecciones por geohelmintos: impacto en enfermedades alérgicas, Revista the international journal of biochmemestry & cell biology. (2006).[21]